# Anthomyia virgata
Anthomyia virgata este o specie de muște din genul Anthomyia, familia Anthomyiidae. A fost descrisă pentru prima dată de Stein în anul 1911. Conform Catalogue of Life specia Anthomyia virgata nu are subspecii cunoscute.